# Rio de Moinhos (Arcos de Valdevez)
Rio de Moinhos es una freguesia portuguesa del concelho de Arcos de Valdevez, con 4,10 km² de superficie y 499 habitantes (2001). Su densidad de población es de 121,7 hab/km².